# Cyclaspis cana
Cyclaspis cana är en kräftdjursart som beskrevs av Hale 1944. Cyclaspis cana ingår i släktet Cyclaspis och familjen Bodotriidae. Inga underarter finns listade i Catalogue of Life.